# Dungass (Departement)
Dungass ist ein Departement in der Region Zinder in Niger.

## Geographie

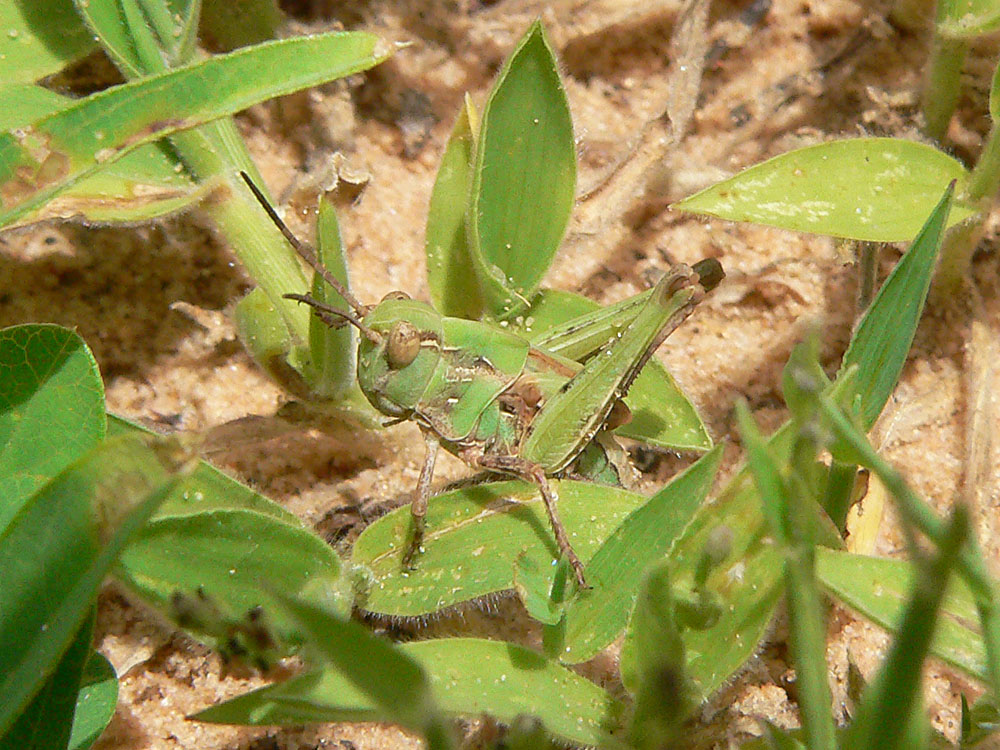
Oedaleus senegalensis beim Dorf Jambirdji im Departement Dungass

Das Departement liegt im Süden des Landes und grenzt an Nigeria. Es besteht aus den Landgemeinden Dogo-Dogo, Dungass, Gouchi und Malawa. Der namensgebende Hauptort des Departements ist Dungass. Durch das Departement verläuft das Wadi Korama.

## Geschichte
Das Departement geht auf den Verwaltungsposten (poste administratif) von Dungass zurück, der 1988 eingerichtet wurde. 2011 wurde der Verwaltungsposten aus dem Departement Magaria herausgelöst und zum Departement Dungass erhoben.

## Bevölkerung
Das Departement Dungass hat gemäß der Volkszählung 2012 350.444 Einwohner. Von 2001 bis 2012 stieg die Einwohnerzahl jährlich durchschnittlich um 5,6 % (landesweit: 3,9 %).

## Verwaltung
An der Spitze des Departements steht ein Präfekt (französisch: préfet), der vom Ministerrat auf Vorschlag des Innenministers ernannt wird.
| Amtszeit                     | Name             |
| ---------------------------- | ---------------- |
| 29. Feb. 2012 – 4. Dez. 2013 | Ibrahim Mahamane |
| 4. Dez. 2013 – 29. Jul. 2016 | Hama Oumbarek    |
| 29. Jul. 2016 – 5. Jan. 2018 | Abdou Aboubacar  |
| 5. Jan. 2018 – 8. Nov. 2021  | Mohamed Maraba   |
| 8. Nov. 2021 – 21. Sep. 2023 | Rouana Hachimou  |
| seit 21. Sep. 2023           | Noma Gali        |